# Colegio de Abogados de Chile
El Colegio de Abogados de Chile es una asociación gremial que reúne a los abogados de Chile que optan por afiliarse voluntariamente a la entidad. Conforme a sus estatutos, tiene por objeto promover la racionalización, desarrollo, protección, progreso, prestigio y prerrogativas de la profesión de abogado, su regular y correcto ejercicio y el bienestar de sus miembros.

## Historia
Tuvo dos antecedentes: el Colegio de Abogados fundado el 8 de agosto de 1862 como una «sociedad científica» destinada a la investigación jurídica y al apoyo y amparo de los abogados, que estuvo encabezada por los decanos Gabriel Ocampo (en los periodos 1862-1864 y 1867-1868) y Manuel Antonio Tocornal (1864-1867); y el Instituto de Abogados de Santiago, creado el 26 de abril de 1915 en la Casa Central de la Universidad de Chile, existente hasta 1918, y que tuvo como presidentes a Ismael Valdés Vergara y Miguel Antonio Varas.
El Colegio de Abogados de Chile fue creado por el Decreto Ley N.º 406 del 19 de marzo de 1925. Desde 1928, con la dictación de la Ley N.º 4.409, y hasta 1981, fue el colegio profesional con el carácter de afiliación obligatoria para quienes ejercían la profesión de abogado. Ese año, el Decreto Ley N.º 3.621 lo transformó en una asociación gremial, siendo desde entonces su afiliación voluntaria.

## Presidentes
Los presidentes del Colegio de Abogados de Chile han sido:
- Carlos Estévez Gazmuri (1925-1934)
- Oscar Dávila Izquierdo (1934-1951)
- Arturo Alessandri Rodríguez (1951-1955)
- Raúl Varela Varela (1955-1963)
- Pedro Jesús Rodríguez González (1963-1964)
- Alejandro Silva Bascuñán (1964-1974)
- Julio Salas Romo (1974-1976)
- Julio Durán Neumann (1976-1981)
- José Bernales Pereira (1981-1982)
- Jaime del Valle Alliende (1982-1983)
- Sergio Gutiérrez Olivos (1983-1984)
- Jorge Guzmán Dinator (1984-1985)
- Raúl Rettig Guissen (1985-1987)
- Alejandro Hales Jamarne (1987-1989)
- Alfredo Etcheberry Orthusteguy (1989-1991)
- Ricardo Rivadeneira Monreal (1991-1992)
- Sergio Urrejola Monckeberg (1992-2007)
- Enrique Barros Bourie (2007-2011)
- Olga Feliú Segovia (2011-2015)
- Arturo Alessandri Cohn (2015-2019)
- Leonor Etcheberry Court (2019-2020)
- Héctor Humeres Noguer (2020-2022)
- Ramiro Mendoza Zúñiga (2022-2024)
- Pedro Pablo Vergara Varas (2024 a la fecha)